# Cinzia Ghigliano
Cinzia Ghigliano (* 14. Juli 1952 in Cuneo, Italien) ist eine italienische Comiczeichnerin und Illustratorin.

## Leben
Nach einem Kunststudium in ihrer Geburtsstadt Cuneo debütierte Ghigliano im Jahr 1977 in der Zeitschrift Alter Alter mit der Reihe Le canzoni dell'altra Italia. Danach zeichnete sie Henrik Ibsens Nora oder Ein Puppenheim als Comicversion. Nora ist 1981 auf Deutsch bei Schreiber & Leser veröffentlicht worden. Ende der 1970er-Jahre schuf sie zusammen mit ihrem Ehemann, dem Szenaristen Marco Tomatis, die Comicreihe Lea Martinelli. 1980 veröffentlichte Ghigliano, wieder in Zusammenarbeit mit Tomatis, den auf einer wahren Begebenheit beruhenden Comic Il mistero di Isolina. 1983 schuf sie ebenfalls mit Tomatis die in der Zeitschrift Corto Maltese erscheinende Reihe Solange, die nach Aussage von Andreas C. Knigge ihren internationalen Durchbruch bedeutete; der daraus stammende Band Sinn Fein – Révolte irlandaise ist unter dem Titel Solange – Irische Revolte auf Deutsch bei Ehapa erschienen. Im weiteren Verlauf der 1980er-Jahre zeichnete Ghigliano in Zusammenarbeit mit dem Autor Luca Novelli La Storia della Chimica und La Storia Naturale. In den 90er-Jahren zeichnete sie unter anderem für die Kinderzeitung Corriere dei Piccoli.
Ghigliano hat sich auch mit der Illustration von Kinderbüchern einen Namen geschaffen. Im Jahr 1978 wurde sie auf dem Comic-Festival Salone Internazionale dei Comics in Lucca mit dem Yellow Kid ausgezeichnet. Sie unterrichtet Illustration innerhalb und außerhalb Italiens.